# پست‌بوم یانا-ایندیگیرکا
پست‌بوم یانا-ایندیگیرکا (روسی: Яно-Индигирская низменность) یک پست‌بوم در استان یاقوتستان کشور روسیه است.